# Гьошо Икономов
Георги (Гьошо, Гьоше) Икономов е български революционер, щипски деец на Вътрешната македоно-одринска революционна организация.

## Биография
Икономов е роден в град Щип, в Османската империя, днес в Северна Македония. Влиза във ВМОРО. Арестуван е и изтезаван жестоко по време на Винишката афера в 1897 година. Към 1899 година е един от ръководителите на съсипаната от аферата Революционна организация в Щип. В 1904 година Икономов е член на Щипския околийски революционен комитет.